# Smooth collie
Smooth collie[Nota], também chamado de Collie pêlo curto, é uma raça canina oriunda do Reino Unido. Bastante semelhante a seu parente, rough collie, o Smooth collie é um canino classificado como dotado de inteligência, sempre alerta e ativo. Fisicamente, tem a formação anatônica harmônica, cuja aparência transmite a impressão de capacidade para o trabalho. Potente, seu corpo não é rústico ou grosseiro e sua expressão é dita notável. Fisicamente, pode chegar a pesar 30 kg e medir 56 cm na altura da cernelha; sua pelagem pode atingir três diferentes colorações.